# Boyd Tinsley Women's Clay Court Classic
Il Boyd Tinsley Women's Clay Court Classic è un torneo femminile di tennis giocato su campi in terra verde a Charlottesville negli USA. Si disputa dal 2002 e fa parte dell'ITF Women's Circuit.

## Albo d'oro

### Singolare
| Anno        | Campionessa                                   | Finalista                                     | Punteggio                                     |
| ----------- | --------------------------------------------- | --------------------------------------------- | --------------------------------------------- |
| 2025        | Iva Jovic                                     | Irina Bara                                    | 6-0, 6-1                                      |
| ↑ ITF W100↑ |                                               |                                               |                                               |
| 2024        | Louisa Chirico (2)                            | Kayla Day                                     | 6–1, 7–5                                      |
| ↑ ITF W75 ↑ |                                               |                                               |                                               |
| 2023        | Emma Navarro                                  | Ashlyn Krueger                                | 6–1, 6–1                                      |
| 2022        | Louisa Chirico (1)                            | Wang Xiyu                                     | 6–4, 6–3                                      |
| 2021        | Claire Liu                                    | Wang Xinyu                                    | 3–6, 6–4, 4–1 rit.                            |
| ↑ ITF W60 ↑ |                                               |                                               |                                               |
| 2020        | Cancellato per via della pandemia di covid-19 | Cancellato per via della pandemia di covid-19 | Cancellato per via della pandemia di covid-19 |
| 2019        | Whitney Osuigwe                               | Madison Brengle                               | 6–4, 1–6, 6–3                                 |
| 2018        | Mariana Duque-Marino                          | Anhelina Kalinina                             | 0–6, 6–1, 6–2                                 |
| ↑ ITF 80K ↑ |                                               |                                               |                                               |
| 2017        | Madison Brengle                               | Caroline Dolehide                             | 6–4, 6–3                                      |
| ↑ ITF 60K ↑ |                                               |                                               |                                               |
| 2016        | Taylor Townsend (2)                           | Grace Min                                     | 7–5, 6–1                                      |
| 2015        | Allie Kiick                                   | Katerina Stewart                              | 7–5, 7–6(3)–7, 7–5                            |
| 2014        | Taylor Townsend (1)                           | Montserrat González                           | 6–2, 6–3                                      |
| 2013        | Shelby Rogers                                 | Allie Kiick                                   | 6–3, 7–5                                      |
| 2012        | Melanie Oudin                                 | Irina Falconi                                 | 7–6(0), 3–6, 6–1                              |
| 2011        | Stéphanie Dubois                              | Michelle Larcher de Brito                     | 1–6, 7–6(5), 6–1                              |
| 2010        | Michaëlla Krajicek                            | Laura Siegemund                               | 6–2, 6–4                                      |
| 2009        | Lindsay Lee-Waters                            | Ekaterina Byčkova                             | 6–3, 7–5                                      |
| 2008        | Alexis King                                   | Ol'ga Pučkova                                 | 6–3, 6–3                                      |
| 2007        | Edina Gallovits                               | Angelika Bachmann                             | 6–3, 6–3                                      |
| 2006        | Laura Granville                               | Dominika Cibulková                            | Walkover                                      |
| 2005        | Carly Gullickson                              | Varvara Lepchenko                             | 6–4, 6–4                                      |
| 2004        | Marissa Irvin                                 | Jamea Jackson                                 | 6–3, 7–6(5)                                   |
| ↑ ITF 50K ↑ |                                               |                                               |                                               |
| 2003        | Kristina Brandi                               | Christina Wheeler                             | 4−6, 6−4, 6−2                                 |
| 2002        | Erika de Lone                                 | Jelena Janković                               | 6–2, 6–4                                      |
| ↑ ITF 25K ↑ |                                               |                                               |                                               |

### Doppio
| Anno              | Campionesse                                   | Finaliste                                     | Punteggio                                     |
| ----------------- | --------------------------------------------- | --------------------------------------------- | --------------------------------------------- |
| 2025              | Maria Kozyreva Iryna Shymanovich              | Kayla Cross Petra Hule                        | 7-5, 7-5                                      |
| ↑ ITF W100 ↑      |                                               |                                               |                                               |
| 2024              | Emily Appleton Quinn Gleason                  | Maria Kononova Maria Kozyreva                 | 7–6(5), 6–1                                   |
| ↑ ITF W75 ↑       |                                               |                                               |                                               |
| 2023              | Sophie Chang (3) Yuan Yue                     | Nao Hibino Fanni Stollar                      | 6–3, 6–3                                      |
| 2022              | Sophie Chang (2) Angela Kulikov               | Valentini Grammatikopoulou Alycia Parks       | 2–6, 6–3, [10–4]                              |
| 2021              | Anna Danilina Arina Rodionova                 | Erin Routliffe Aldila Sutjiadi                | 6–1, 6–3                                      |
| ↑ ITF W60 ↑       |                                               |                                               |                                               |
| 2020              | Cancellato per via della pandemia di covid-19 | Cancellato per via della pandemia di covid-19 | Cancellato per via della pandemia di covid-19 |
| 2019              | Asia Muhammad (3) Taylor Townsend (3)         | Lucie Hradecka Katarzyna Kawa                 | 4–6, 7–5, [10–3]                              |
| 2018              | Sophie Chang (1) Alexandra Mueller            | Ashley Kratzer Whitney Osuigwe                | 3–6, 6–4, [10–7]                              |
| ↑ ITF 80K event ↑ |                                               |                                               |                                               |
| 2017              | Jovana Jovic Catalina Pella                   | Madison Brengle Danielle Collins              | 6–4, 7–6(5)                                   |
| ↑ ITF 60K event ↑ |                                               |                                               |                                               |
| 2016              | Asia Muhammad (2) Taylor Townsend (2)         | Alexandra Panova Shelby Rogers                | 7–6(4), 6–0                                   |
| 2015              | Francoise Abanda Maria Sanchez (2)            | Olga Ianchuk Irina Khromacheva                | 6–1, 6–3                                      |
| 2014              | Asia Muhammad (1) Taylor Townsend (1)         | Irina Hartman Maria Sanchez                   | 6–3, 6–1                                      |
| 2013              | Nicola Slater Coco Vandeweghe                 | Nicole Gibbs Shelby Rogers                    | 6–3, 7–6(4)                                   |
| 2012              | Maria Sanchez (1) Yasmin Schnack              | Elena Bovina Julia Glushko                    | 6–2, 6–2                                      |
| 2011              | Sharon Fichman Marie-Ève Pelletier (2)        | Julie Ditty Carly Gullickson                  | 6–4, 6–3                                      |
| 2010              | Julie Ditty Carly Gullickson (2)              | Alexandra Mueller Ahsha Rolle                 | 6–4, 6–3                                      |
| 2009              | Carly Gullickson (1) Nicole Kriz              | Angela Haynes Alina Židkova                   | 7–5, 3–6, [10–7]                              |
| 2008              | Raquel Kops-Jones Abigail Spears              | Kimberly Couts Anna Tatišvili                 | 6–1, 6–3                                      |
| 2007              | Erica Krauth (2) Hanna Nooni                  | Raquel Kops-Jones Lilia Osterloh              | 7–6(4), 6–4                                   |
| 2006              | Marie-Ève Pelletier (1) Sunitha Rao           | Maria Fernanda Alves Lilia Osterloh           | 6(6)–7, 6–2, 6–3                              |
| 2005              | Ashley Harkleroad Lindsay Lee-Waters          | Samantha Reeves Christina Wheeler             | 6–4, 7–5                                      |
| 2004              | Erica Krauth (1) Jessica Lehnhoff             | Vilmarie Castellvi Sunitha Rao                | 6–0, 7–1                                      |
| ↑ ITF 50K event ↑ |                                               |                                               |                                               |
| 2003              | Bethanie Mattek Lilia Osterloh                | Julie Ditty Christina Wheeler                 | 7–5, 6–1                                      |
| 2002              | Erika de Lone Jessica Steck                   | Teryn Ashley Kristen Schlukebir               | 6–2, 2–6, 7–5                                 |
| ↑ ITF 25K event ↑ |                                               |                                               |                                               |